# 小郡市立宝城中学校
小郡市立宝城中学校（おごおりしりつほうじょうちゅうがっこう）は、福岡県小郡市にある公立中学校。少人数を活かした教育を行っている。1947年に旧御原村・味坂村の組合立中学校として開校した。

## 主な卒業生
- 古賀磯次（道仁会初代会長）
- 組坂繁之（社会運動家）
- 中島彰吾（元プロ野球選手）

## 所在地
福岡県小郡市八坂26番地1